# Бобрик (Ніжинський район)
Бо́брик — село в Україні, у Вертіївській сільській громаді Ніжинського району Чернігівської області.
Населення становить 337 осіб.

## Історія
У письмових джерелах згадується, що перші поселення на території села були уже 1600 року[джерело?]. На той час, як і через 270 років, поселення як такого не існувало. Поодинокі хати були розкидані по великій території, околицях теперішнього населеного пункту. За деякими переказами на цій території поселялися втікачі від царського уряду, лісова й болотяна місцевість давала надійний захист людям.
На карті Шуберта 1869 року, на території сучасного села позначено Хутір без назви. 1901 року у Списку населених місць Чернігівської губернії присутнє, як х.Бобрик з населенням 844 особи (очевидно сюди враховане населення сусідніх хуторів - Барамики, Шкурати, Ющенко). Станом на 1924 рік - хутір Бобрик, центр сільської ради, 65 господарств і 392 жителя.
Село активно розбудовували у 30-х роках XX ст. за часів радянської окупації. Окрім самих будинків, були збудовані школа, медичний пункт, пошта, магазин, клуб, бібліотека. За часів незалежності була збудована церква, ще пізніше приватна бензозаправка.
Щодо назви села, то існує багато легенд. Наприклад, одна з них говорить, що колись давно, ще коли північна околиця Ніжина була залита одним з найбільших боліт Чернігівщини — Смолянкою, на території нинішнього села Бобрик жив пан на ймення Бобрик. Від його прізвища, говорить легенда, й пішла назва села. За іншою легендою, село названо так, через велику кількість на її території бобрів, які колись тут водилися на болотах. Після осушування болотистої місцевості всі вони зникли в XX ст.
Територія села рівнинна, повз неї протікає річка Крутоносівка та безліч штучних каналів осушувальних систем. Зараз в окрузі села не залишилось боліт, від Бобрика до Чернігова тягнеться великий ліс.
Зараз[коли?] в селі працює медпункт, пошта, магазин, сільський клуб і звісно ж Бобрицька сільська бібліотека. Школа була закрита 2010 року.
До території села Бобрик зараховують також невеликі поселення Каблуки та Низи, а територію села місцеві жителі називають Саратовкою.
12 червня 2020 року, відповідно до розпорядження Кабінету Міністрів України № 730-р «Про визначення адміністративних центрів та затвердження територій територіальних громад Чернігівської області», увійшло до складу Вертіївської сільської громади.
19 липня 2020 року, в результаті адміністративно-територіальної реформи, увійшло до складу новоутвореного Ніжинського району.

## Населення

### Мова
Розподіл населення за рідною мовою за даними перепису 2001 року:
| Мова       | Кількість | Відсоток |
| ---------- | --------- | -------- |
| українська | 388       | 96.04%   |
| російська  | 15        | 3.71%    |
| білоруська | 1         | 0.25%    |
| Усього     | 404       | 100%     |